# Las de la última fila
Las de la última fila (també coneguda erròniamente com Las últimas de la fila) és una sèrie de televisió espanyola original de Netflix dirigida per Daniel Sánchez Arévalo i protagonitzada per cinc dones: Itsaso Arana, Mónica Miranda, María Rodríguez Soto, Mariona Terés i Godeliv Van den Brandt. Es va estrenar en Netflix el 23 de setembre de 2022.

## Sinopsi
Cinc dones en la trentena, amigues íntimes des del col·legi, organitzen tots els anys sense excepció una escapada d'una setmana juntes. Enguany, les circumstàncies del viatge són especials i diferents perquè a una d'elles li acaben de diagnosticar un càncer. Hi ha viatges que et canvien la vida per sempre. Hi ha vides que et canvien els viatges per sempre.

## Repartiment

### Principals
- Itsaso Arana com Sara Yuste Bielsa
- Mónica Miranda com Alma Valiente Pineda
- María Rodríguez Soto com Carolina "Carol" Urquijo Muñoz
- Mariona Terés com Leonora "Leo" Zamora Peña
- Godeliv Van den Brandt com Olga Van den Brandt

### Repartiment
- Javier Rey com David
- Macarena García com Pilu
- Michelle Jenner com Paloma "Palo" Tejero Dobón
- Rigoberta Bandini com ella mateixa
- Antonio de la Torre
- Carmen Machi com Charo Peña
- Melina Matthews

## Capítols
| Núm. | Títol        | Direcció               | Guió                   | Data d'emissió original |
| ---- | ------------ | ---------------------- | ---------------------- | ----------------------- |
| 1    | «Episodio 1» | Daniel Sánchez Arévalo | Daniel Sánchez Arévalo | 23 de setembre de 2022  |
| 2    | «Episodio 2» | Daniel Sánchez Arévalo | Daniel Sánchez Arévalo | 23 de setembre de 2022  |
| 3    | «Episodio 3» | Daniel Sánchez Arévalo | Daniel Sánchez Arévalo | 23 de setembre de 2022  |
| 4    | «Episodio 4» | Daniel Sánchez Arévalo | Daniel Sánchez Arévalo | 23 de setembre de 2022  |
| 5    | «Episodio 5» | Daniel Sánchez Arévalo | Daniel Sánchez Arévalo | 23 de setembre de 2022  |
| 6    | «Episodio 6» | Daniel Sánchez Arévalo | Daniel Sánchez Arévalo | 23 de setembre de 2022  |

## Producció
Al gener de 2020 es van anunciar nous projectes per a la plataforma Netflix a Espanya, entre ells, una sèrie de Daniel Sánchez Arévalo sobre «amistat i superació». Al cap d'un any de preparació i pre-producció, al juny de 2021 es va anunciar una sèrie sense títol basada en una idea original del director i que ell mateix ha escrit i dirigirà. La ficció consta de 6 episodis i compte la història de cinc dones en la trentena, amigues íntimes des del col·legi i que tots els anys sense excepció organitzen una escapada d'una setmana juntes. Al setembre del mateix any es va anunciar que la sèrie es titulava Las de la última fila (encara que alguns mitjans es van referir accidentalment al seu títol com Las últimas de la fila) i que el repartiment principal encapçalat per Itsaso Arana, Mónica Miranda, María Rodríguez Soto, Mariona Terés i Godeliv Van den Brandt, a més d'un nombrós elenc d'actors completat per Javier Rey, Macarena García, Michelle Jenner, Carmen Machi, Antonio de la Torre i Melina Matthews.
El rodatge va començar a la fi d'estiu en diverses localitzacions de Andalusia i Madrid.

## Llançament i màrqueting
El 5 d'agost de 2022, Netflix finalment va treure les primeres imatges de la sèrie i va programar la seva estrena per al 23 de setembre de 2022.

## Premis
| Any  | Premi                              | Categoria                                     | Nominat                                       | Resultat | Ref    |
| ---- | ---------------------------------- | --------------------------------------------- | --------------------------------------------- | -------- | ------ |
| 2023 | X Premis Feroz                     | Millor sèrie de comèdia                       | Millor sèrie de comèdia                       | Nominat  | [ 9 ]  |
| 2023 | XXXI Premis de la Unión de Actores | Millor actriu de televisió                    | Mariona Terés                                 | Pendent  | [ 10 ] |
| 2023 | 34ns Premis GLAAD Media            | Millor sèrie de televisió escrita en castellà | Millor sèrie de televisió escrita en castellà | Pendent  | [ 11 ] |